# ウィレム2世 (ホラント伯)
ウィレム2世（Willem II, 1227年 - 1256年1月28日）は、ホラント伯（在位：1234年 - 1256年）。神聖ローマ帝国の大空位時代における名目上のローマ王でもあり、ドイツ名はヴィルヘルム・フォン・ホラント（Wilhelm von Holland, 在位：1247年 - 1256年、1254年まで対立王）。1254年の公式文書に「神聖ローマ帝国」の国号を正式に用いた最初の君主でもある。

## 生涯
父はホラント＝ゼーラント伯フロリス4世、母はブラバント公アンリ1世の娘マティルドである。
1247年、神聖ローマ皇帝フリードリヒ2世の対立王テューリンゲン方伯ハインリヒ・ラスペが死去した後、諸侯と教皇インノケンティウス4世によって新たな対立王に選出された。しかし、ホーエンシュタウフェン側に組する有力諸侯はこの選出に異議を唱えた。
1248年アーヘンでの王位への就任後、彼はニーダーラインでの地位を固めはじめた。1250年のフリードリヒ2世の死、 1251年 復活祭中の、リオン滞在中の教皇訪問、1252年ブラウンシュヴァイク＝リューネブルク公オットー1世の娘エリーザベトとの結婚等を契機にゴスラー、リューベック、 ブレーメン等の都市、さらにはフランクフルト 等の多数の都市と強く結びつき、いわゆる「ライン同盟」のリーダーになった。しかし、この政策は聖界諸侯、中でもケルン大司教と決裂する結果をもたらした  。
1250年にフリードリヒ2世、1254年にコンラート4世が死亡して単独のローマ王になったが、1256年1月28日、フリースラントへの遠征中に戦死した。ウィレムの死によって神聖ローマ帝国は君主不在の混乱が発生した。
1252年1月25日、ブラウンシュヴァイク＝リューネブルク公オットー1世の娘エリーザベトと結婚し、フロリス5世のみが生まれた。ウィレム2世の死後、ホラントは2歳に満たないフロリス5世が継いだ。